# Credo (Andrea Bocelli)
Credo è un DVD del 2006 che racconta la storia per immagini del pontificato di Giovanni Paolo II accompagnata da una colonna sonora eseguita da Andrea Bocelli che interpreta arie e canti religiosi.

## Tracce
1. Ave Verum Corpus, K.618 - Mozart
2. Ave Maria - Caccini/Mercurio
3. Sancta Maria - Mascagni, Arr. Mercurio
4. Ave Maria (Arr. Bach's Prelude No.1Bwv 846) - Bach/Gounod
5. Panis Angelicus - Franck, Orch. Michelot
6. Domine Deus (Petite Messe Solennelle-Gloria) - Rossini
7. Pietà,Signore - Niedermeyer, Arr. Reynolds
8. Gloria a Te Cristo Gesù (the Hymn of the Great Jubilee)
9. Proteggimi - Orch. Serio/Sartori - F.Sartori/L.Quartotto
10. Frondi tenere...Ombra mai fu (Serse/Act 1) - Händel
11. Mille cherubini in coro - Schubert, Arr. Mercurio
12. Ingemisco (Messa da Requiem) - Verdi
13. Ave Maria "Ellens Gesang III,D839" - Schubert, Orch. Weingartner
14. Agnus Dei - Bizet, Arr. Guiraud
15. Cujus Animam Gementem (Stabat Mater) - Rossini
16. I Believe - Levi
17. Adeste Fideles (O come, all ye faithful) - Trad. Arr. Mercurio